# Erwin Marschewski
Erwin Marschewski (* 31. März 1940 in Herten) ist ein deutscher Politiker (CDU).
Er war vom 29. März 1983 bis 2005 (sechs Wahlperioden) Mitglied des Deutschen Bundestages und wurde über die Landesliste der Christlich Demokratischen Union Deutschlands (CDU) in Nordrhein-Westfalen gewählt. Er war der Vorsitzende der Arbeitsgruppe Vertriebene und Flüchtlinge der CDU/CSU-Bundestagsfraktion. Von 2009 bis 2013 war er stellvertretender Vorsitzender der G 10-Kommission.
Am 26. April 2002 wurde eine von Erwin Marschewski, Hartmut Koschyk und Norbert Geis verfasste polemische Erklärung zur Änderung des geplanten neuen Waffengesetzes der damaligen Koalition aus SPD und Bündnis 90/Die Grünen auf der Homepage der CDU veröffentlicht. Auf Grund des Amoklaufs von Erfurt am selben Tag wurde diese Presseerklärung später von der Internet-Seite der CDU-Fraktion zurückgezogen. Die Pressesprecherin Ilse Falk erklärte, dass sich die Polemik der Parteienauseinandersetzung zu diesem Thema nunmehr verbiete.

## Auszeichnungen
- 2007: Bundesverdienstkreuz am Bande